# Contrat administratif en France
Pour un article plus général, voir Contrat administratif.
En droit français, un contrat administratif est un contrat conclu par au moins une personne publique et dont la connaissance appartient au juge administratif. Il peut être qualifié de tel par la loi, ou par la jurisprudence s'il porte sur l'exécution d'un service public ou comporte des clauses exorbitantes du droit commun.
On peut distinguer plusieurs types de contrat administratif, notamment:
- Les marchés publics
- Les offres de concours
- Les contrats d'emprunt public
- Les contrats d'occupation du domaine public
- Les contrats de délégation de service public
- Les contrats de partenariat public-privé
- Les contrats de prestations intégrées ou "in house"

## Distinction entre les contrats administratifs et ceux de droit commun

### Détermination par la loi
Une catégorie de contrat peut être qualifiée d'administratif par la loi. C'est le cas des marchés publics, des marchés de partenariat (qui sont des marchés publics) et des contrats de concession passés par les personnes morales de droit public ainsi que des contrats d'occupation du domaine public passés par des personnes morales de droit public ou leurs concessionnaires de service public.
Les textes législatifs peuvent aussi classifier un contrat comme étant un contrat administratif :
-  La loi du 28 Pluviôse An VIII : « Loi concernant la division de l’État et l'administration : Contrat d’exécution des travaux publics, contrat de vente de biens de l’État,... ».
-  La loi no 2001-1168 du 11 décembre 2001 : « Loi fixant les mesures urgentes de réformes à caractère économique et financier ». « Article 2-1 : Les marchés passés en application du code des marchés publics ont le caractère de contrats administratifs…»
Pour le professeur René Chapus, la détermination par la loi se confondrait avec la détermination selon l'objet en ce que la loi ne ferait que prendre acte d'une réalité provenant de l'objet du contrat.

### Détermination par la jurisprudence
La jurisprudence utilise deux critères cumulatifs: le critère organique et le critère matériel.

#### Le critère organique
Le contrat est en principe administratif s'il contient au moins une personne publique partie au contrat.
Pour les contrats entre deux personnes publiques le juge a affirmé que ceux-ci "revêt(aient) en principe un caractère administratif", ce principe cédant dans le cas où "eu égard à (leur) objet, il(s) ne fai(saient) naitre entre les parties que des rapports de droit privé" (T.C Union des Assurances de Paris, 21 mars 1983). Ce mode de qualification a parfois été désigné sous le vocable de "présomption", qui a été utilisé par le Commissaire du gouvernement Daniel Labetoulle dans ses conclusions sur cet arrêt. On peut toutefois en discuter la pertinence puisqu'une présomption peut porter sur des faits mais assurément pas sur une qualification juridique. L'application de cette solution jurisprudentielle a d'ailleurs connu de nombreuses difficultés, au point qu'aujourd'hui on peut considérer que ce critère est pratiquement abandonné au profit des critères usuels de qualification des contrats administratifs.
À contrario, le contrat conclu entre deux personnes privées est en principe de droit privé même si l'une des personnes privées est chargée d'un service public (T.C, 3 mars 1969, Société Interlait). Mais le juge administratif a appliqué les notions de mandat et de représentation pour admettre que ce type de contrat pouvait être administratif dès lors qu'une des parties agit "pour le compte d'une personne publique" (C.E, Sté Brossette, 30 janvier 1931).
En fait l'acception de ces contrats signés entre personnes privées comme contrats administratifs constitue une exception au principe qui veut que ces contrats soient privés. Ainsi ces contrats peuvent être administratifs si l'un des cocontractants a agi au nom et pour le compte d'une personne morale de droit public ou s'il a été mandaté par celle-ci (T.C 8 juillet 1963 Sté Entreprise Peyrot), (CE 30 mai 1975, Sté d'équipement de la région montpelliéraine). L'arrêt Peyrot a aujourd'hui disparu des grands arrêts, il a été en effet renversé par l'arrêt "Madame Rispal c. autoroutes du sud de la France" le 9 mars 2015. Le tribunal des conflits précise ainsi que les contrats passés avec les sociétés d'autoroute sont désormais assujettis au droit privé, la décision n'intervient que pour les contrats passés après l'arrêt, ceux antérieurs sont toujours soumis à la jurisprudence "société entreprise Peyrot".

#### Le critère matériel
Le critère matériel se base sur deux critères alternatifs.

##### Les clauses ou le régime
Un contrat peut être administratif si ses clauses sont exorbitantes du droit commun (CE 31 juillet 1912, Société des granits porphyroïdes des Vosges ; TC 13 octobre 2014, SA AXA France IARD) ou bien si son régime est exorbitant du droit commun (CE section, 19 janvier 1973, Société d'exploitation électrique de la rivière du Sant).
- Ce que les clauses exorbitantes veulent dire:

Définition par effet: elles permettent de "conférer aux parties des droits ou de mettre à leur charge des obligations étrangères par leur nature à ceux qui sont librement consentis par quiconque dans le cadre des lois civiles et commerciales" (C.E, 20 octobre 1950, Stein)
Définition par contenu:
1- La possibilité pour l'administration contractante de résilier le contrat. T.C, 1967, Société du vélodrome du parc des princes. Mais pas en cas d'inexécution de certaines obligations. T.C. 1970, Commune de Comblanchien.
2- La possibilité pour l'administration contractante de diriger, surveiller ou contrôler l'exécution de contrat.
Coopérative agricole "La prospérité fermière" C.E, 1963.
3- La possibilité pour le contractant avec l'administration de prélever directement des taxes. Mais ce n'est pas le cas si c'est l'administration qui le fait pour lui. C.E, 1986, SA de crédit à l'industrie Française (CALIF).
En guise de conclusion, notons ces quelques retournements de situation:
1= La question du régime exorbitant du droit commun a touché aux marchés publics avant qu'ils ne deviennent des contrats administratifs par détermination de l'article 2 de la loi du 11 décembre 2001 portant mesures urgentes de réformes à caractère économique et financier dite loi "MURCEF". Certains ont voulu conférer ce caractère pour la seule existence d'un cahier des charges. Mais le C.E, a refusé le caractère administratif aux contrats faisant référence à un cahier de charges sans clauses exorbitantes. T.C, 1999, Union des groupements d'achat publics.
2= Certains ont considéré alors que le régime particulier de passation des marchés publics ne suffisait pas à en faire des contrats administratifs. T.C, 5 juillet 1999, Commune de Sauve.
3= La loi est revenue à la charge pour clore le débat à peine ouvert: " les marchés passés en application du code des marchés publics ont le caractère de contrats administratifs" (article 2 de la loi du 11/12/2001, dite loi "MURCEF").
4= Retournement de situation dans la jurisprudence: "Un contrat de fourniture de pierres pour le revêtement d'une place publique, semblable au marché de fourniture de pavés de l'affaire de granits porphyroïdes a donc été reconnu administratif". (CAA Bordeaux, 14 septembre 2004)
5= Les contrats des personnes publiques non soumises au code des marchés tels les établissements publics industriels et commerciaux de l'État demeurent assujettis au droit commun sauf s'ils font référence à des clauses exorbitantes. Mais la clause n'est pas déterminante quand le contrat est conclu avec leurs agents ou leurs usagers. Voir GAJA, 17e édition, 2009, p. 147-148.
Le régime exorbitant du droit commun est apprécié en fonction d'une "ambiance de droit public" (P.Weil, Le critère du contrat administratif en crise, Mélanges Waline, p. 847). Ainsi le contrat est soumis à des règles provenant d’un texte législatif et/ou réglementaire, applicables indépendamment de la volonté des parties, et dérogeant au droit commun.

##### L'objet
Un contrat peut être administratif s'il est relatif à l'organisation et à l'exécution d'un service public (C.E. 20 avril 1956 époux Bertin) ou s'il en est une modalité permettant à l'administration de le réaliser (CE, 8 octobre 2010, Société HLM Un toit pour tous).
C'est le cas pour:
- Les contrats de délégation de service public (Néanmoins ils sont administratifs par détermination de la loi en application des articles L1411-1 CGCT, L.6 et L1121-3 CCP, s'ils sont passés par une personne publique)
- Les contrats d'embauche des agents non titulaires des personnes publiques exerçant un service public administratif, que l'agent participe ou non à l'exécution du service public (T.C. 1996 Berkani contre CROUS)
- les contrats conclus avec les usagers des services publics administratifs

Les contrats conclus pour la réalisation de travaux ou ouvrages d'art routiers conclus avant le 9 mars 2015 (T.C., 9 mars 2015, Madame Rispal contre Autoroutes du Sud de la France) sont toujours administratifs même s'ils sont conclus entre deux personnes privées (TC, 8 juillet 1963, Société Entreprise Peyrot).

## Le régime du contrat administratif

### L'exécution du contrat administratif
Dans l'exécution des contrats administratifs, l'administration dispose de divers privilèges, qui ont parfois été expressément prévus mais qui ont aussi un caractère de droit commun, c'est-à-dire qu'ils existent en dehors de toute stipulation.

#### Les pouvoirs de l'administration
- L'obligation est en principe personnelle pour la personne privée qui ne peut donc céder son obligation.
- Le pouvoir de direction de l'exécution du contrat, se traduisant notamment par l'émission d'ordres de services (arrêt Serrand, CE 22 avril 1996)
- Le pouvoir de contrôle de l'exécution du contrat
- Le pouvoir de sanction en cas de faute
- Le pouvoir de modification pour motif d'intérêt général, moyennant le respect de l'équilibre financier du contrat
- Le pouvoir de résiliation pour motif d'intérêt général, moyennant indemnisation de son cocontractant

#### Les obligations du cocontractant
- Le cocontractant est obligé de déclarer ses sous-traitants que l'administration doit alors agréer. L'administration paie alors directement les sous-traitants agréés
- Le cocontractant ne peut faire de cession de contrat sans autorisation de l'administration. Mais l'administration ne peut refuser la cession si le nouveau contractant proposé est tout aussi capable que l'ancien…

#### Les droits du cocontractant

##### Le droit à une rémunération
Il se traduit par le droit au règlement du prix ou de la redevance.
Le Conseil d'État a ainsi jugé dans une décision du 29 septembre 2000, Société DEZELLUS METAL INDUSTRIE, au Rec. CE, que « si le caractère définitif des prix stipulés à un marché s'oppose en principe à toute modification ultérieure de ces prix par l'une des parties, ce principe ne fait pas obstacle à ce que l'une des parties obtienne, en cas de résiliation du contrat pour un motif autre que la faute du cocontractant de l'administration, le paiement des travaux qu'elle a réellement exécutés ».

##### Le droit aux indemnités
L'indemnisation est due au cocontractant quand il y a une rupture de l'équilibre financier.
Cela peut provenir d'un fait intérieur à l'administration; c'est le cas du fait du prince.
Elle peut également être due à des évènements extérieurs
- théorie de l'imprévision : c'est un obstacle physique imprévisible au moment de la conclusion du contrat par les parties.
- ou de la force majeure.

Pour l'imprévision, l'indemnisation par l'administration se fait dans le but d'assurer la continuité du service public, mais aussi il y a ce que l'on appelle les sujétions imprévues qui sont des faits matériels entrainant une simple difficulté dans l'exécution du contrat. En cas de sujétion imprévue, l'administration doit indemniser partiellement son cocontractant pour permettre la continuité de l'exécution du contrat.

### Le contentieux des contrats administratifs
Le contentieux s'exprime par divers recours possibles devant le juge administratif : le référé précontractuel, le contentieux contractuel et le recours pour excès de pouvoir.

#### Le référé précontractuel
Il est prévu par l'article L. 551-1 du code de justice administrative pour les marchés des pouvoirs adjudicateurs et par les dispositions de l'article L. 551-2 du même code s'agissant des marchés passés par les entités adjudicatrices.
Le référé précontractuel sanctionne le manquement aux obligations de publicité et de mise en concurrence par le pouvoir adjudicateur dans le cadre de la passation d'un contrat public.
Depuis l'arrêt SMIRGEOMES du 3 octobre 2008, le Conseil d'État estime désormais qu'une entreprise n'a d'intérêt à agir dans le cadre du référé précontractuel qu'uniquement si elle se prévaut de "manquements qui, eu égard à leur portée et au stade de la procédure auquel ils se rapportent, sont susceptibles de l'avoir lésée ou risquent de la léser, fût-ce de façon indirecte en avantageant une entreprise concurrente".
Le Conseil d'État a interprété de manière restrictive l'article L551-1 du Code de justice administrative sur la base duquel il était possible pour une entreprise d'agir par le biais du référé précontractuel alors même qu'aucun manquement aux obligations de publicité et de mise en concurrence ne l'avait lésée.
En réduisant le champ des personnes ayant intérêt à agir, le juge administratif poursuit le travail entrepris par la jurisprudence "Société Tropic Travaux Signalisation" du 16 juillet 2007, le recours contre un contrat public s'écarte du contentieux objectif.
Le juge des référés statue avant la conclusion du contrat, en cas de manquement aux obligations de publicité et de mise en concurrence. Pendant son délai pour statuer qui est de 20 jours, il peut suspendre la signature du contrat.

#### Le contentieux contractuel
Le juge du plein contentieux ne pouvait être saisi que par les parties.
Depuis l'arrêt Société Tropic Travaux Signalisation du 16 juillet 2007, le contrat peut désormais être attaqué directement par les concurrents évincés.
Le juge administratif dispose dans ce cadre d'une large palette de pouvoirs : annulation totale ou partielle, réformation, indemnisation, etc.

##### Le juge du contrat
Le juge du contrat ne peut être saisi que par les parties au contrat ou depuis l'arrêt Tropic par un concurrent évincé. Et depuis 2014, avec l'arrêt Préfet Tarn et Garonne, tous les tiers peuvent saisir le juge du contrat. Il dispose de larges pouvoirs, dont celui de constater les nullités, d'indemniser les parties, etc.

##### Le référé contractuel
Issu de la transposition de la directive européenne (directive « Recours » du 11 décembre 2007) par l'ordonnance no 2009-515 du 7 mai 2009, le référé contractuel s'appliquera aux contrats de la commande publique pour lesquels une consultation aura été engagée à partir du 1er décembre 2009.
Ce référé est ouvert aux personnes ayant eu un intérêt à conclure le contrat et qui ont été susceptibles d'être lésées par un manquement aux obligations de publicité et de mise en concurrence. Une personne ayant exercé un référé précontractuel ne sera pas recevable à exercer le référé contractuel si le pouvoir adjudicateur a respecté l'obligation de ne pas signer le contrat durant l'instance et s'est conformé à la décision rendue sur ce recours précontractuel.
Le juge du référé contractuel peut prononcer la suspension de l'exécution du contrat (avant la décision au fond), prononcer la nullité du contrat, décider de son abrègement ou prononcer des pénalités financières ne pouvant excéder 20 % du montant hors taxes du contrat. Le juge est tenu de prononcer la nullité en cas de manquements graves aux obligations de publicité et de mise en concurrence, sauf raisons impérieuses d'intérêt général.

##### Le recours en appréciation de la validité d'un contrat (jurisprudenceSociété Tropic Travaux Signalisation)
À la question qui lui était soumise, à savoir la recevabilité d’un tiers pour agir contre un contrat administratif, le Conseil d’État a longtemps répondu négativement.
En 2007, il est revenu sur cette jurisprudence ancienne et a décidé la création d’un nouveau recours pour certains tiers contre le contrat.
Afin d’assurer l’efficacité de ce nouveau recours et la sécurité juridique des cocontractants, le Conseil d’État a prévu la modulation dans le temps des effets de la jurisprudence. En effet, la jurisprudence Tropic Travaux n'a pas d'effet rétroactif. Seuls les recours intentés par les concurrents évincés à partir du 16 juillet 2007 seront valables.
L’assemblée du Conseil d’État ne franchit pas entièrement le pas, tel que le proposait le rapporteur public, à savoir ouvrir ce recours à tous les tiers justifiant d’un droit lésé.
La mention de « concurrent évincé » conduit à exclure les usagers du service public, les contribuables, les membres des assemblées délibérantes locales, qui pourtant, du fait de leur position, peuvent avoir intérêt à agir contre le contrat administratif.
Pour attaquer le contrat, il reste à ces autres tiers la voie classique, celle de l’acte détachable.
Cette restriction de l’ouverture du recours aux « concurrents évincés » s’explique dans la mesure où le Conseil d’État considère que le litige qui lui est soumis est un litige entre candidats à un marché. Autrement dit que c’est un moyen d’appliquer le principe d’égalité devant la commande publique.
Cependant, la jurisprudence pourra évoluer à l’avenir, en adoptant une définition plus extensive du tiers ayant intérêt à agir. Elle l’a démontré par le passé.
Le « concurrent évincé » peut former devant le juge du contrat un « recours de pleine juridiction, contestant la validité de ce contrat ou de certaines de ses clauses qui en sont divisibles, assorti, le cas échéant, de demandes indemnitaires ».
Pour tempérer les ardeurs contentieuses de tout « concurrent évincé », le Conseil d’État en consacrant la nouvelle voie de recours a, dans un souci d’équilibre, ajouté des conditions qui témoignent de son souci de ne pas porter une atteinte excessive à la stabilité des relations contractuelles.
En effet, la recevabilité du recours ne lui est plus possible contre les actes préalables détachables du contrat. En contrepartie de l’ouverture du nouveau recours offert au « concurrent évincé », celui-ci perd le droit au recours existant auparavant et qui persiste pour les autres tiers. Cela permet de protéger le recours et de ne pas donner à ces requérants deux voies de recours contre un seul et même contrat.
Le Conseil d'État a conjugué respect du droit au recours et impératif de sécurité juridique.
La mention de « concurrent évincé » conduit à écarter les contrats administratifs non soumis à concurrence. Ainsi la jurisprudence Société Tropic Travaux Signalisation s’appliquerait alors principalement aux marchés publics et délégations de service public, voire à l’ensemble du champ de la commande publique.

##### Le recours exclusivement indemnitaire (jurisprudenceSociété Rebillon Schmit Prevot)
Par un jugement avant dire droit du 22 février 2011, le Tribunal Administratif de Cergy-Pontoise a saisi le Conseil d'État d'une demande d'avis contentieux sur la question de savoir si les conclusions indemnitaires d'un concurrent évincé doivent être présentées dans le délai de recours de deux mois dans le cadre d'un recours "Tropic".
Suivant les conclusions du rapporteur public, l'avis contentieux du Conseil d'État du 11 mai 2011, Société Rebillon Schmit Prevot (RSP), no 347002, va au-delà de la question posée en apportant plusieurs précisions sur les demandes indemnitaires.
Le concurrent évincé peut présenter des conclusions indemnitaires à titre accessoire ou complémentaire à ses conclusions à fin de résiliation ou d'annulation du contrat dans le cadre d'un recours "Tropic".
Le concurrent évincé "peut également engager un recours de pleine juridiction distinct, tendant exclusivement à une indemnisation du préjudice subi à raison de l'illégalité de la conclusion du contrat dont il a été évincé".
Qu'il s'agisse d'un recours de plein contentieux "Tropic" en contestation de la validité du contrat ou d'un recours de plein contentieux "RSP" exclusivement indemnitaire, la présentation de conclusions indemnitaires par le concurrent évincé n'est pas soumise au délai de deux mois mais est en revanche soumise, selon les modalités du droit commun, à l'intervention d'une décision préalable de l'administration de nature à lier le contentieux, le cas échéant en cours d'instance. 

##### La jurisprudence Tarn et Garonne du 4 avril 2014
Le Conseil d'État, par un arrêt Tarn et Garonne du 4 avril 2014, a mis un terme à la jurisprudence Martin en ouvrant aux tiers le recours de plein contentieux contre le contrat. La juridiction vient donc élargir le recours Tropic tout en l'amendant.
Plusieurs éléments constituent une véritable rupture avec la jurisprudence Tropic
- Ce recours de plein contentieux est ouvert contre tous les contrats administratifs et plus seulement contre les contrats à procédure (comme le suggérait le terme de "concurrent évincé" dans l'arrêt Société Tropic de 2007). Se pose dès lors la question du maintien de la spécificité contentieuse des contrats de recrutement des agents publics
- Les tiers peuvent former un tel recours. Néanmoins, l'arrêt Tarn et Garonne réduit la catégorie des justiciables potentiels en précisant qu'il doit s'agir de tiers susceptibles d'être lésés, de manière suffisamment directe et certaine, dans leurs intérêts par la passation du contrat administratif ou par une de ses clauses.
- Enfin, l'arrêt opère une réorganisation de l'arrêt Tropic en précisant que ces tiers ne peuvent se prévaloir que de manquements ayant un rapport direct avec l'intérêt lésé invoqué.

#### Le recours pour excès de pouvoir
Le recours pour excès de pouvoir n'est en principe ouvert que pour les actes administratifs unilatéraux.
Il a néanmoins été admis par la jurisprudence pour les actes détachables des contrats (C.E. 4 août 1905 Martin), dont la décision de signature du contrat ou encore les délibérations ayant autorisé cette signature.
Le recours pour excès de pouvoir contre les contrats a été ensuite étendu dans plusieurs cas :
- En premier lieu par le déféré préfectoral institué par la loi du 2 mars 1982, qui permet au préfet de déférer les contrats au juge administratif. Dans l’arrêt CE, 4 novembre 1994, Département de la Sarthe, le Conseil d’État a estimé que des actes non soumis à obligation de transmission pouvaient également être déférés à la censure du juge.

- Dans l’arrêt CE, 10 juillet 1996, Cayzeele, par la théorie dite de l’acte mixte, un tiers a été admis à demander directement l’annulation des clauses réglementaires se détachant du reste du contrat.

- L’arrêt CE, 30 octobre 1998, Ville de Lisieux, ouvre la possibilité à un tiers ayant un intérêt suffisant de contester directement le contrat de recrutement d’agents non titulaires de la fonction publique par le biais du recours pour excès de pouvoir car le contrat est alors très proche du recrutement d'un fonctionnaire qui est un acte unilatéral. L'arrêt du 4 avril 2014 Département de Tarn et Garonne en permettant à tout tiers justifiant d'un intérêt lésé par un contrat administratif d'introduire un recours de plein contentieux devant le juge du contrat laissait planer un doute sur le sort de la jurisprudence Ville de Lisieux. Le Conseil d’État, dans un arrêt du 2 février 2015, Castronovo c/ Commune d'Aix en Provence no 373520 rappelle cependant que le recours des tiers contre les contrats de recrutement des agents publics sont des recours pour excès de pouvoir. Selon la jurisprudence Tarn et Garonne, peuvent introduire un recours de plein contentieux les tiers justifiant d'un intérêt lésé par un contrat. La jurisprudence Ville de Lisieux permet à tout tiers justifiant d'un intérêt suffisant d'introduire un recours pour excès de pouvoir. Si les pouvoirs du juge sont plus limités en matière de recours pour excès de pouvoir, le maintien de la jurisprudence Ville de Lisieux permet d'éviter une restriction de l'intérêt à agir.